# Fabián Trujillo
Fabián Trujillo, vollständiger Name Jorge Fabián Trujillo Cáceres (* 6. Juli 1986 in Montevideo) ist ein uruguayischer Fußballspieler.

## Karriere
Der nach Angaben seines Vereins 1,86 Meter große Mittelfeldspieler begann seine Laufbahn 2005 beim Club Atlético Cerro, wo er mindestens seit der Clausura 2006 im Kader geführt wird. In der Saison 2005/06 stieg er mit seiner Mannschaft in die Segunda División ab. 2006/07 wurde aber bereits als Tabellendritter der Wiederaufstieg in die Primera División sichergestellt, in der der Verein sich seither befand. 2009 gewann er mit seinen Mitspielern die Copa Artigas (Liguilla Pre Libertadores 2009, Trujillos Bilanz: sechsmal eingewechselt), was die Qualifikation für den nachfolgenden Copa-Libertadores-Wettbewerb bedeutete, in dem Trujillo vier Partien als Einwechselspieler bestritt. Als er den Verein nach Ablauf des Vertrages am 31. Juli 2011 verließ, waren für ihn ab und einschließlich der Clausura 2008 73 Erstligapartien mit elf Torerfolgen verzeichnet. Für die Spielzeit 2011/12 wurde „Truja“ an Centro Atlético Fénix verliehen. Dort kam er unter anderem auch in einer Begegnung der Copa Sudamericana gegen Universidad de Chile zum Einsatz, in dem er jedoch bereits nach 30 Minuten vom Platz gestellt wurde. Zur Saison 2012/13 kehrte er zu Cerro zurück und absolvierte bis zum Saisonende 21 Ligaspiele. Dabei erzielte er ein Tor. Mitte Januar 2014 wechselte er zum Zweitligisten Club Atlético Progreso und bestritt dort in der Clausura 2014 zehn Zweitligaspiele (ein Tor). In der Apertura 2015 lief er in 14 weiteren Partien (ein Tor) der Segunda División. Ab dem 8. Januar 2015 setzte er seine Karriere in Ecuador bei LDU Portoviejo fort. Nach 13 Ligaeinsätzen (kein Tor) in der Primera B, kehrte er Anfang Oktober 2015 zu Progreso zurück. In der Zweitligaspielzeit 2015/16 absolvierte er 13 Ligapartien (ein Tor).

## Erfolge
- Copa Artigas 2009